# Еррера-дель-Дуке
Еррера-дель-Дуке (ісп. Herrera del Duque) — муніципалітет в Іспанії, у складі автономної спільноти Естремадура, у провінції Бадахос. Населення — 3681 особа (2010).
Муніципалітет розташований на відстані близько 180 км на південний захід від Мадрида, 170 км на схід від Бадахоса.
На території муніципалітету розташовані такі населені пункти: (дані про населення за 2010 рік)
- Еррера-дель-Дуке: 3449 осіб
- Пелоче: 232 особи

## Демографія
Динаміка населення (INE ):

## Галерея зображень

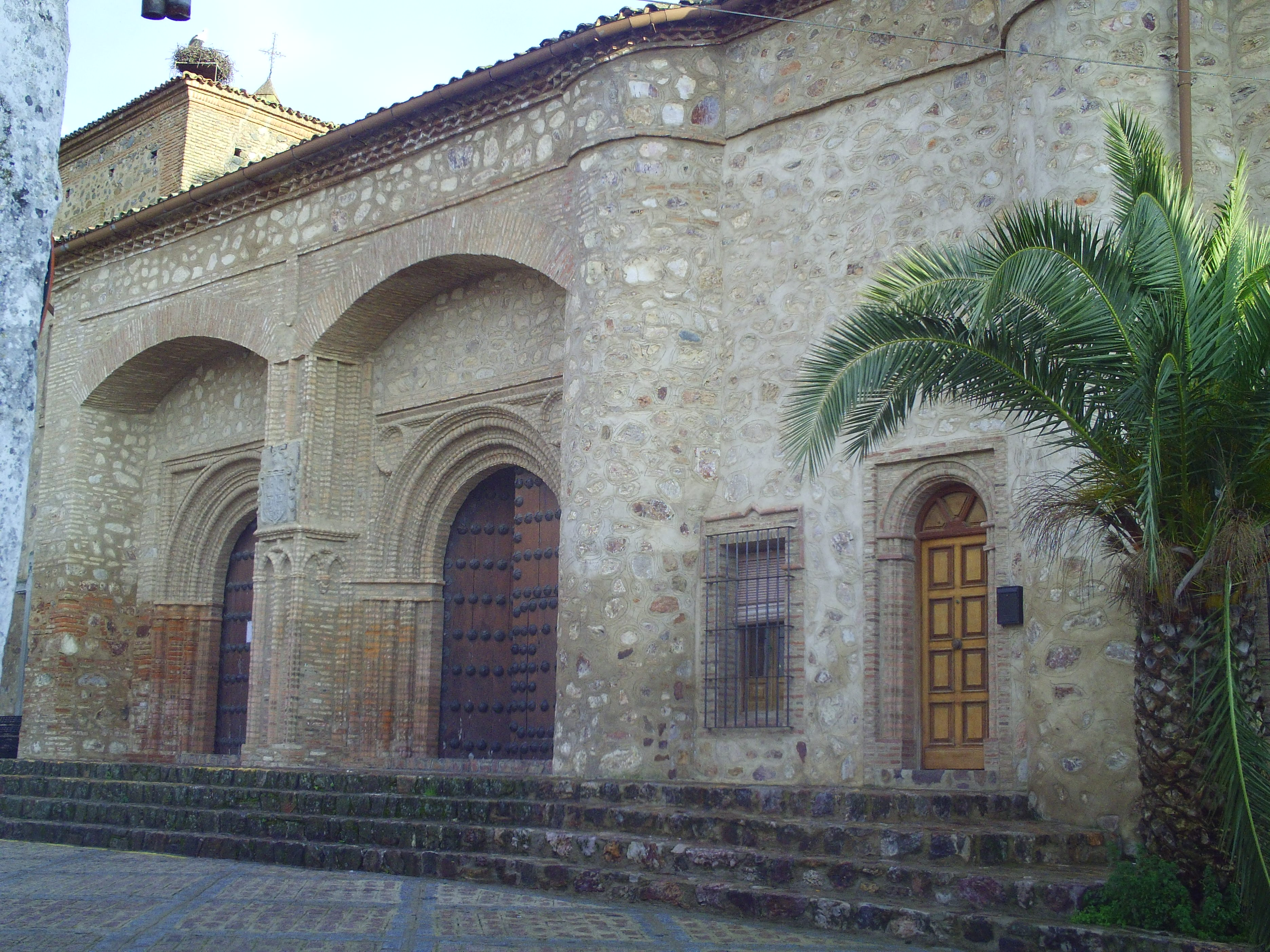
Церква Сан-Хуан-Баутіста
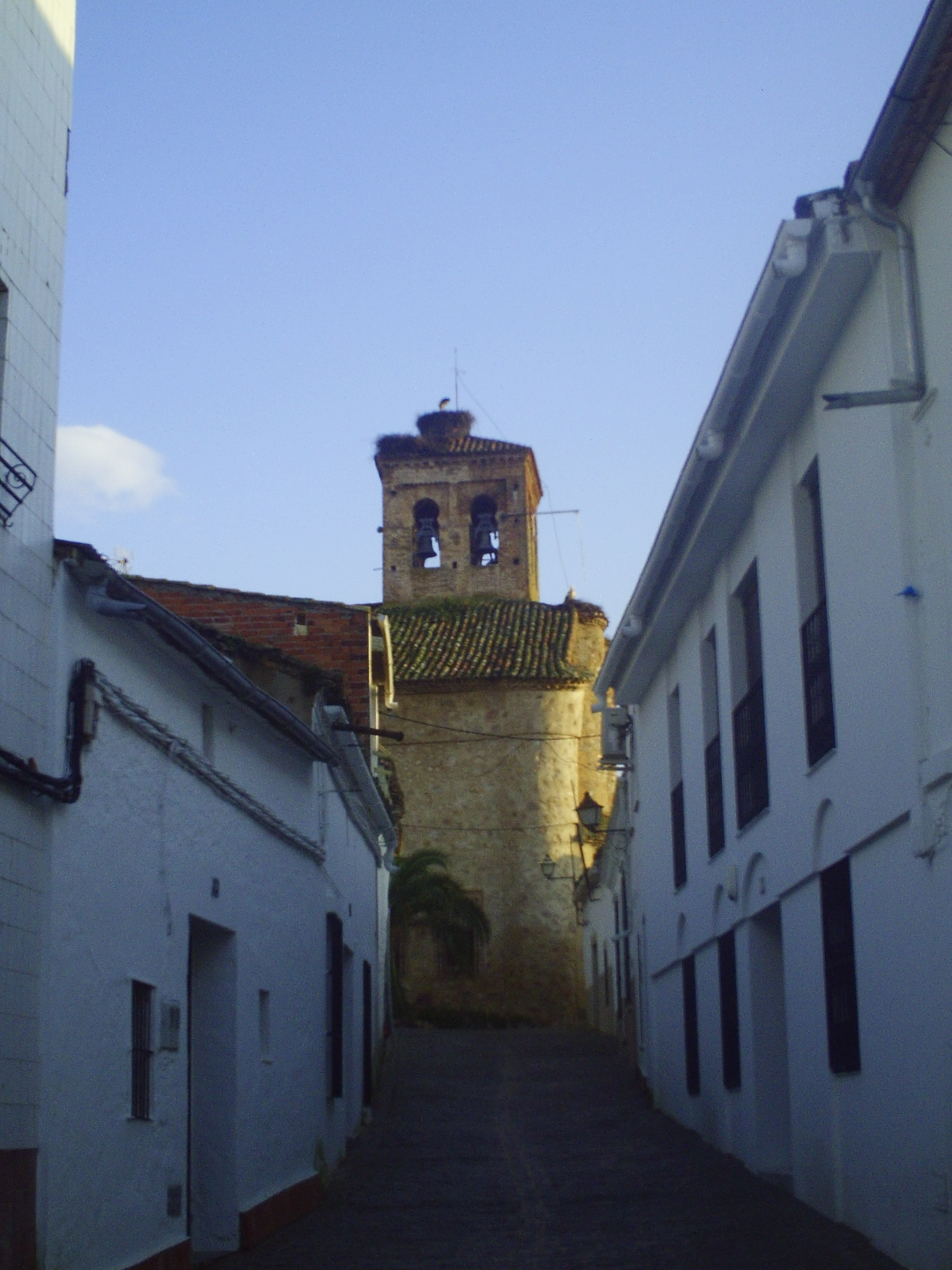
Дзвіниця
Францисканський монастир Ла-Пурісіма-КонсепсьйонФранцисканський монастир Ла-Пурісіма-Консепсьйон